# Tecatia sinaloenis
Tecatia sinaloenis är en mossdjursart som beskrevs av Morris 1980. Tecatia sinaloenis ingår i släktet Tecatia och familjen Pasytheidae. Inga underarter finns listade i Catalogue of Life.